# HD 120213
HD 120213，又名CP-82 585，SAO 258683、HR 5188，是一颗恒星，视星等为5.95，位于銀經305.09，銀緯-20.06，其B1900.0坐标为赤經13h 42m 52.1s，赤緯-82° -20.06′ 14″。